# Kaloula rugifera
Kaloula rugifera (tên tiếng Anh: Tứ Xuyên Digging Frog) là một loài ếch trong họ Nhái bầu. Chúng là loài đặc hữu của Trung Quốc.
Các môi trường sống tự nhiên của chúng là đầm nước ngọt, đầm nước ngọt có nước theo mùa, đất canh tác, vườn nông thôn, ao, và hố lộ thiên. Loài này đang bị đe dọa do mất môi trường sống.